# Gewässermonitoring
Gewässermonitoring bezeichnet die Erfassung von chemischen, physikalischen und biologischen Eigenschaften eines Gewässers über einen längeren Zeitraum und damit die Überwachung der Gewässerentwicklung und -qualität.

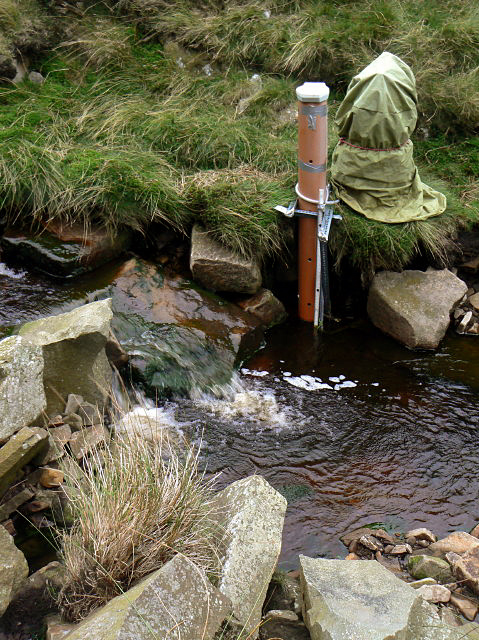
Messung der University of Nottingham

Die Europäische Wasserrahmenrichtlinie fordert außerdem auch die Erfassung des komplexen Wirkungsgefüges im Einzugsgebiet eines Gewässers, also die pedologischen, strukturell-geologischen und klimatologischen Verhältnisse und die historische und aktuelle Landnutzung.
Messgrößen für die Gewässerüberwachung können sein: Sauerstoffgehalt zur Abschätzung der Eutrophierung, Temperatur, pH-Wert, Leitfähigkeit, Redoxpotential als Indikator für das biologische Selbstreinigungsvermögen des Gewässers, Trübung, Spektraler Absorptionskoeffizient (SAK), TOC-Wert, Ammonium- und Ortho- und Gesamt-Phosphat, Chlorophyll und Nitratgehalt und Schwermetallgehalt.
Als Teilbereich des Umweltmonitorings kann Gewässermonitoring auch Daten für ein Umweltinformationssystem liefern.

## Beispiele
Das Landesamt für Landwirtschaft, Umwelt und ländliche Räume in Schleswig-Holstein setzt die EG-Wasserrahmenrichtlinie im Bereich der deutschen Nord- und Ostsee mit Probenentnahmen auf dem Mehrzweckschiff Haithabu um. Beim dort angewandten chemischen Küstengewässermonitoring werden die allgemeinen physikalisch-chemischen Messgrößen direkt mittels einer Multiparametersonde in einem Vertikalprofil gemessen. Direkt im Schiffslabor werden die Nährstoffparameter analysiert – Schadstoffe in Wasser- und Sedimentproben im Landeslabor.
Aktuelle Wassertemperatur, Sauerstoffgehalt, teils auch pH-Wert, Gesamtchlorophyll, Trübung und Durchflusswerte im Elbegebiet können auf der Informationsplattform Undine der Bundesanstalt für Gewässerkunde online aufgerufen werden.
Als Bürgerinformation ebenso online abrufbar sind sowohl aktuelle Messwerte und 30-Tage-Ganglinien von Wassertemperatur, pH-Wert, Leitfähigkeit, UV-Extinktion, Trübung und Sauerstoffsättigung der Rheingütestation Worms: Die Gewässerüberwachungsstation an der Nibelungenbrücke war nach der Sandoz-Umweltkatastrophe bei Basel errichtet worden. Ein chemisches Screening auf organische Spurenstoffe geschieht mit Hilfe einer Kombination von Gaschromatographie und Massenspektrometrie (GC/MS). Die Moselwasser-Untersuchungsstation Fankel ist  Probenahmestelle des Messprogramms der Internationalen Kommissionen zum Schutz der Mosel und der Saar (IKSMS). In einem Verbundprojekt der Universität des Saarlandes mit dem BUND werden bei den Messstationen auch Solarmodule eingesetzt.

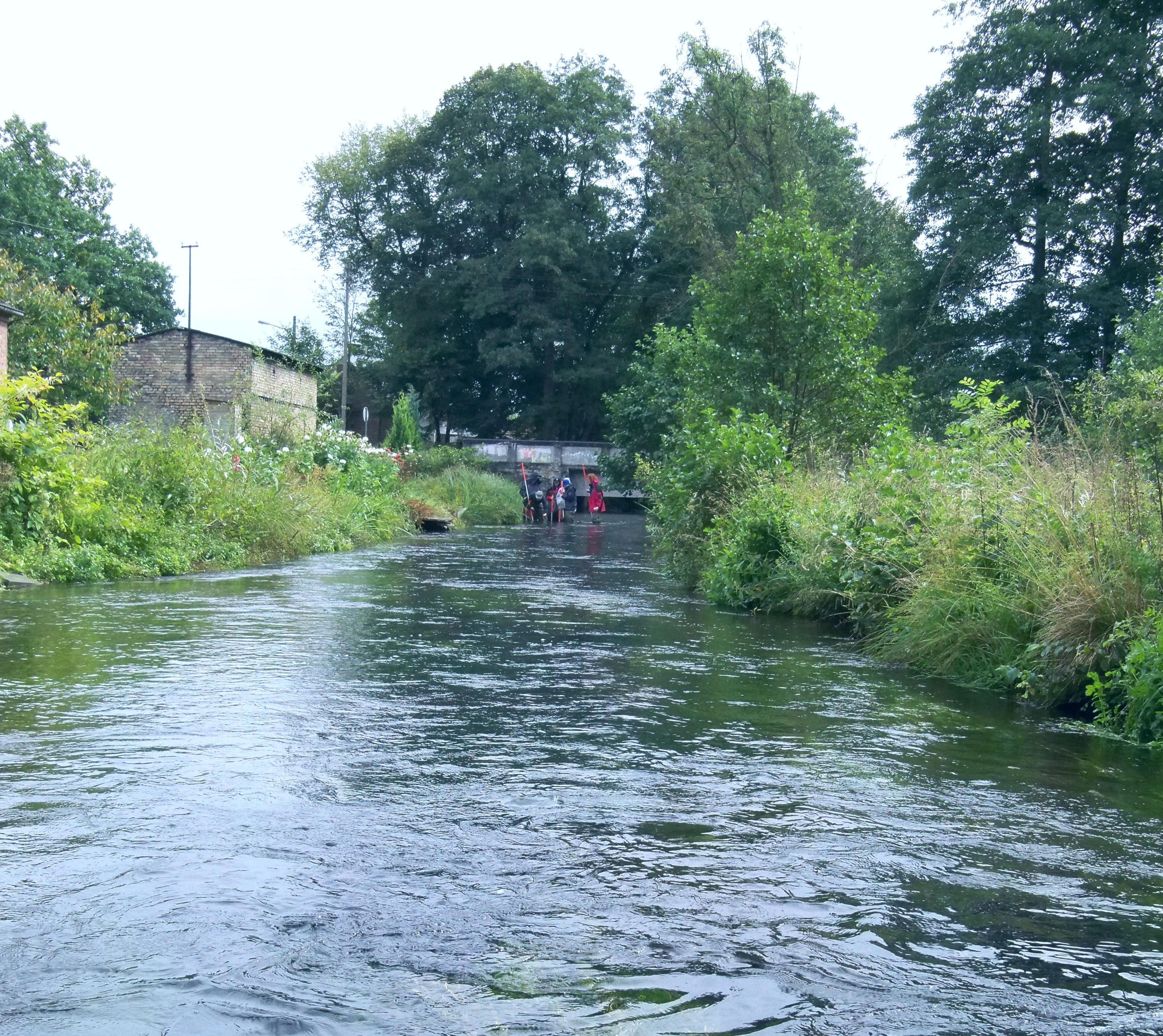
Hydrobotanische Untersuchungen an der Rurzyca
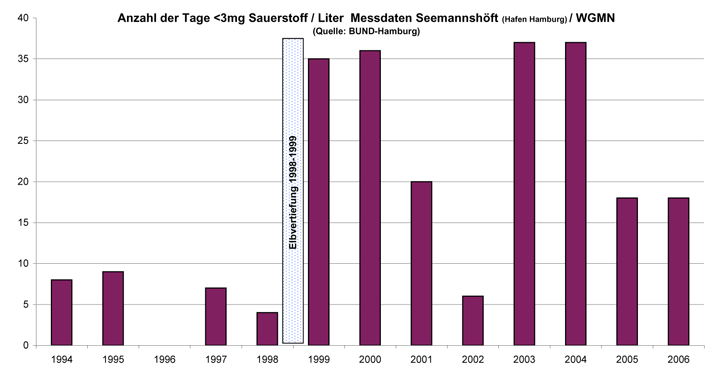
Sauerstoffgehalt der Elbe nach der Elbvertiefung (mehr: Bild anklicken)
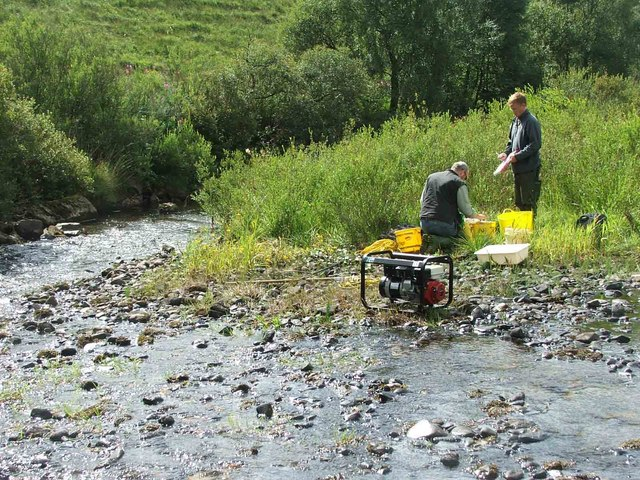
Fischereibiologen bei der Arbeit
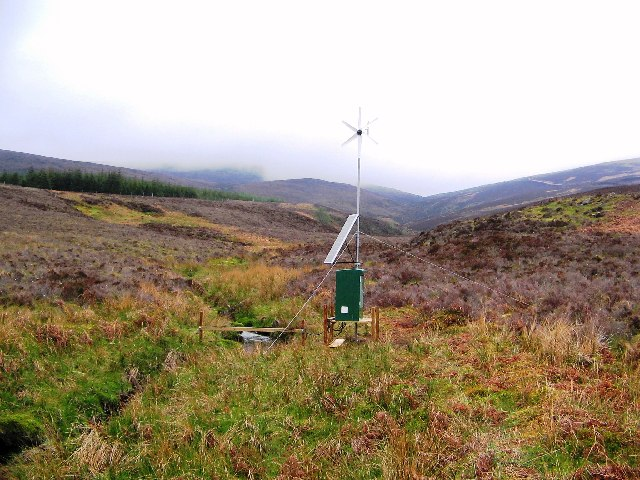
water quality monitoring station am Allt Dearg
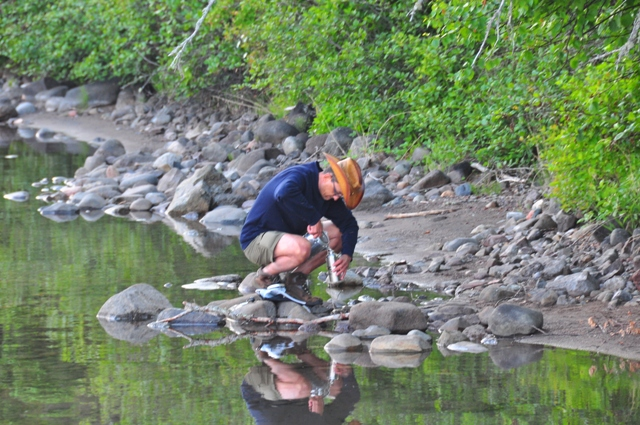
Entnahme einer Wasserprobe zur Wasseranalyse
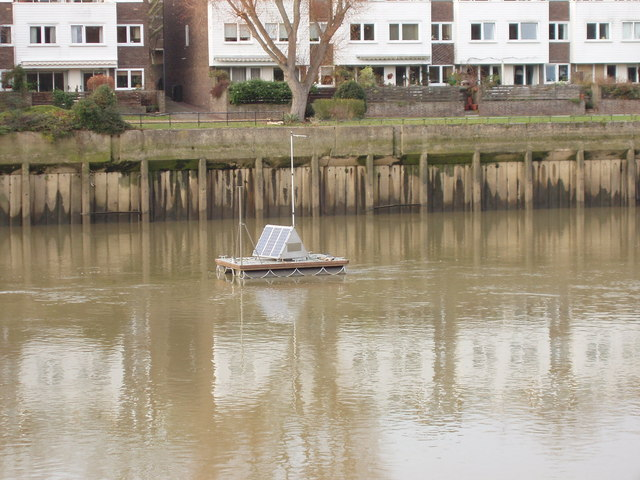
Messung mit Hilfe von Solarzellen bei Brentford Dock
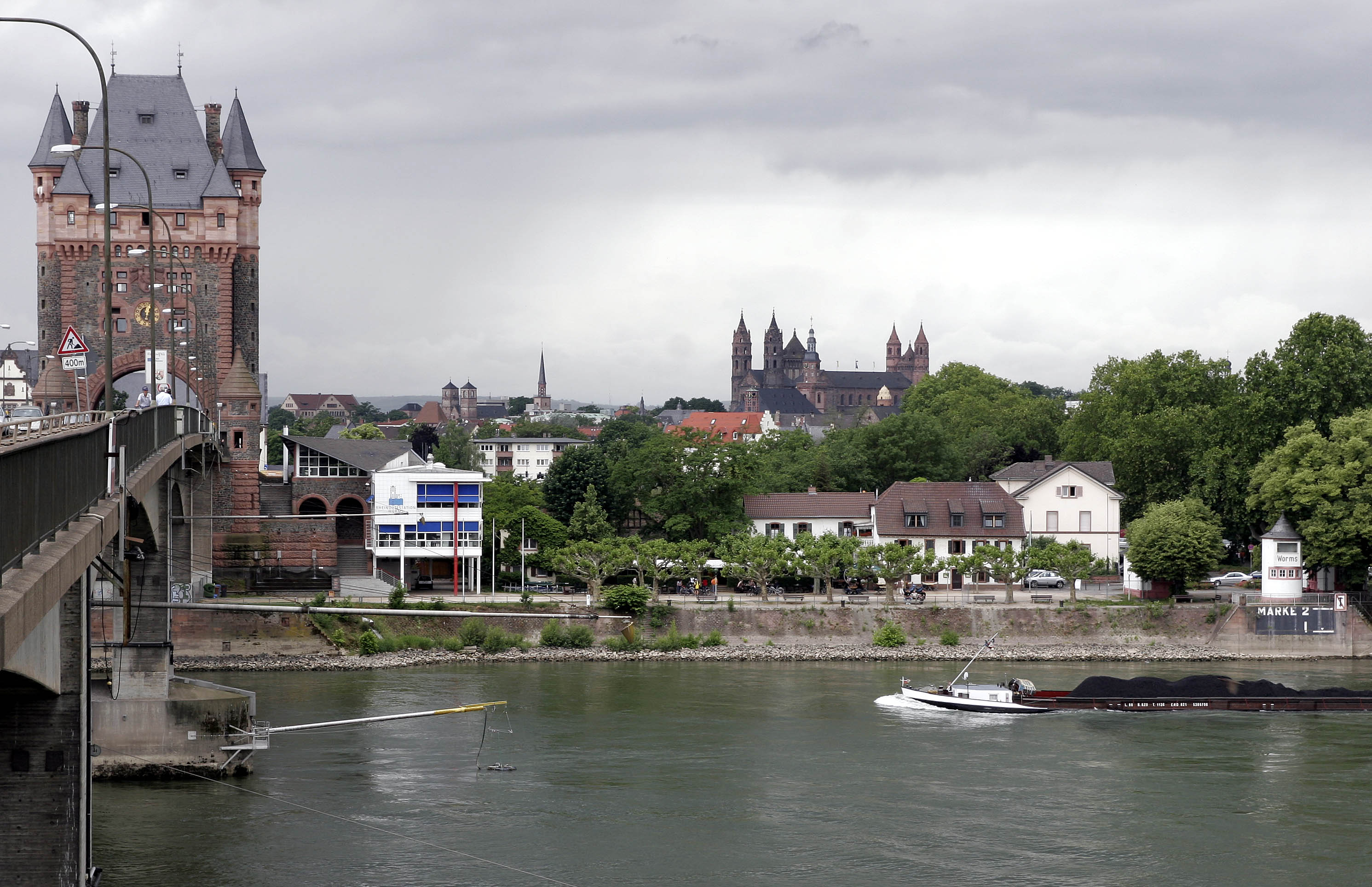
Rheingütestation Worms im Brückenfuss der Nibelungenbrücke
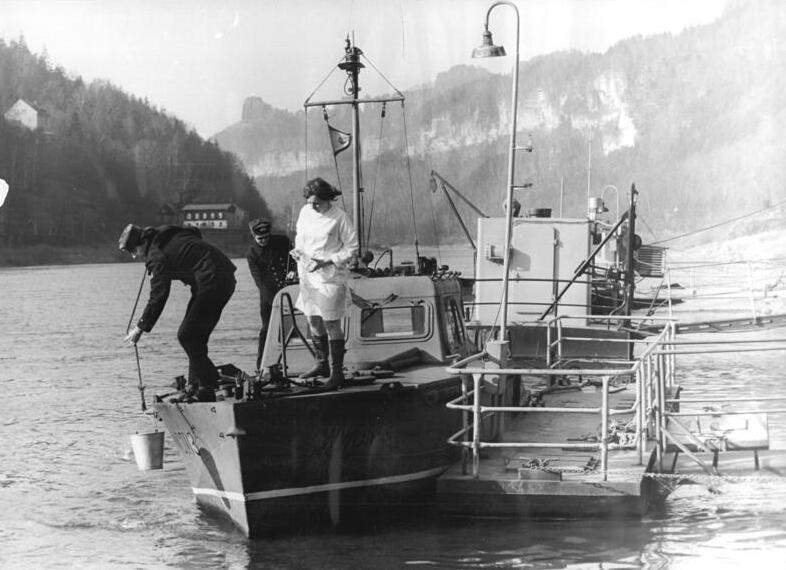
Entnahme einer Wasserprobe aus der Elbe in Dresden, 1974

Das Landesamt für Natur, Umwelt und Verbraucherschutz Nordrhein-Westfalen setzt zur Überwachung der Gewässergüte ein eigenes Laborschiff ein, die Max Prüss. Rhein und Mosel in Rheinland-Pfalz überwacht das Mess- und Untersuchungsschiff Burgund, auch als „schwimmendes Klassenzimmer“ für die Umweltbildung, neben festen Untersuchungsstationen sowie über 100 Messpunkten an Nebenflüssen, die Beluga war ein Greenpeace-Laborschiff. Meeresforschung ohne Abgastechnik betreibt die Deutsche Forschungsflotte für die Meeresbiologie.

## Geschichte
Gewässerökologische Langzeitforschungen in den Tiroler Zentralalpen am Piburger See und Gossenköllesee (Long-term Ecological Research, LTER) reichen auf das Jahr 1933 zurück, auch im antarktischen Bonneysee finden Langzeituntersuchungen statt.
Von einigen Flüssen liegen Studien über größere Zeiträume vor. Dabei wurde vor allem bestimmte Organismen wie zum Beispiel Fische betrachtet.